# Loi américaine de 1867 sur les silos-élévateurs à grain
La Loi américaine de 1867 sur les silos-élévateurs à grain, proposée par le sénateur de Chicago F. A. Eastman, est à l'origine du développement du Marché à terme de Chicago car elles oblige les propriétaires de silos-élévateurs à grain, alors très contestés, à choisir entre 2 statuts: privé, avec l'interdiction de mélanger les grains des différents clients, ou public, avec l'obligation de séparer les différentes qualités.

## Histoire

### Contexte
La pénurie de céréales de 1866-1867 a permis aux spéculateurs sur le Chicago Board of Trade (CBOT) de faire doubler le prix le prix du blé entre le 4 et le 8 août 1866 par des achats massifs au comptant et à terme et ainsi gagner une fortune. 
Face au mécontentement des petits céréaliers, qui vendent à des prix plus bas que les autres, un comité du CBOT a enquêté en 1866 sur les factures de stockage et les juge "assez élevées", mais pas plus qu'à Buffalo. La même année le sénateur de Chicago F. A. Eastman, fait voter la loi américaine de 1867 sur les silos-élévateurs à grain, qui ont encore doublé leur capacité à Chicago en dix ans: ils devront publier tous les mardis leurs niveaux de stocks du samedi précédent, par catégories détaillées, mais aussi faciliter le passage des inspecteurs du CBOT, et choisir entre 2 statuts : privé, avec l'interdiction de mélanger les grains des différents clients, ou public, avec l'obligation de séparer les différents grades. Les chemins de fer n'auront plus le droit de favoriser un silo par rapport à un autre.
Les directeurs du CBOT reprennent ces demandes mais dans une version altérée. En colère, les membres exigent leur départ et créent un "comité des cent", envoyé à Springfield (Illinois) pour faire campagne en faveur de ce projet de loi, avec des articles dans le Chicago Tribune. Finalement la loi est adoptée.

### Conséquences
Furieux, les gérants de silos se vengent en faisant ajouter un article qui interdit de spéculer sur les contrats à terme alors qu'une motion votée au CBOT en octobre 1865 en avait au contraire reconnu la légitimité. Le 10 août 1867, un agent de police doit se rendre sur le parquet du CBOT avec un mandat d'arrêt contre 9 opérateurs, parmi lesquels Benjamin P. Hutchinson, qui acceptent de sortir, pour apaisement, avec le soutien des autres mais ne seront pas jugés". L'avocat qui a déposé la plainte, Daniel A. Goodrich, est critiqué et le CBOT 4 jours après une motion soutenant les prévenus". L'article de la loi interdisant le contrat à terme ne sera jamais appliqué", puis déclaré inconstitutionnel en 1905 par la Cour Suprême, lors de l'arrêt "Chicago Board of Trade v. Christie Grain & Stock Co.".